# فرط تقطع خلايا متعادلة
فَرطُ تَقطُّعِ الخَلايا المُتَعادِلة (بِالإنجليزية: Neutrophil hypersegmentation) يُمكنُ تَعريفُها على أنّها وُجودُ سِتةِ فُصوصٍ (أَجْزاء) أو أكثر في نُواةِ الخلِيّة المُتَعادِلة، أو احْتواءُ النُّواةِ على خَمسةِ فُصوصٍ على الأقلّ في أكثرِ مِنْ 3% مِن الخَلايا المُتعادِلة. مِنْ المُمْكنِ فَحصُها في المُختَبراتِ الطّبيةِ. يُمكنُ رُؤيتُها عَنْ طَريقِ سَحبِ دمٍ مِن المريضِ ومشاهدةِ مسحةُ الدمِ على شريحةٍ تحتَ المِجهَر. الخلايا المُتعادِلةُ الطّبيعيةُ تَكونُ مُوحّدَة الحجمِ، وبِقطرٍ ظاهرٍ يَبلغُ حَوالي 13 ميكرومتر على الشّريحة. عِندما تُصبَغ، تَظهرُ الخلايا المُتعادِلة تَحت المِجهرِ الضّوئِيّ مُحتويةً على نُواةٍ مُجزّأةٍ، وسيتوبلازم زَهريٍّ أو بُرتقاليٍّ. تَمتلِك غالبةُ الخلايا المُتعادلِة على ثلاثةِ أجزاءٍ (فصوص) نَوويةٍ مُرتبِطةٌ مع بَعضِها مِن خِلالِ خيوطِ كروماتين مِغزليّة. تَمتلِك نسبةٌ قليلةٌ مِنها على أربعةِ أجزاءٍ، وأحياناً يُمكن رُؤية خَمسة أجزاءٍ. ما يَصِل إلى 8% مِن الخلايا المُتعادِلة الدّورانيّة تَكونُ غَيرَ مُجزّأة (على شكلِ حُزمة).
يُعتبر وُجود فرط تَقطُّع الخلايا المُتعادِلة مَلْمحاً تشخيصيّاً مُهماً لِفقر الدّم الضّخم الأرومات. فَرطُ التَقطَع يُمكن رُؤيتُه أيضاً في حالاتٍ أخرى ولكن مع أهميةٍ تَشخيصيةٍ أقل أهميةٍ نسبيّاً.
يُمكنُ أحياناً أنْ يَكونَ تَأكيُد فرطَ التّقطّع صَعباً نظراً لِأنّ التّفاوتَ بين الفاحِصين عاليٌ، كما أنّ التّقطّع يَختلفُ بِاختلافِ العرقِ. في دراسةٍ أُجرِيَت في الولايات المتحدة عام 1996 وُجد أنّ البشرَ ذَوي العرقِ الأسودِ يَكون تقطّع الخلايا المُتعادِلة عِندهم أكبرُ مِن ذَوي العرقِ الأبيضِ.

## الارتباط مع أمراض أخرى

### فقر الدم الضخم الأرومات
فَرطُ تقطّع الخلايا المُتعادِلة واحدٌ مِن العلاماتِ المُبكّرة، والأكثرِ حساسيةً وتحديداً لِفقر الدَم الضّخم الأرومات (يَحدُث بِشكلٍ رئيسيٍّ بِسبب نقص فيتامين بي 12 وحمض الفوليك). فرط التّقطّع النّووي لِلحمضِ النّوويّ في الخلايا المُتعادلِة يُشيرُ بِشكلٍ قويٍ إلى وُجود الأرومات الضّخمة (خلايا دمٌ حمراءُ كبيرةٌ، وغير ناضجةٍ، ومختلّةٌ وظيفيّاً) في نُخاع العظم عِندما تَتَرافق مع خلايا الدّم الحمراءِ البيضاويّةُ الكبيرةُ. في حالة الاشتباهِ بِوجود الأرومات الضّخمة في نُخاع العظم، يُمكن أنْ يَصل تِعدادُ الفصوص في الخلية المُتعادلِة (مؤشّر الفص) إلى أعلى مِن 3.5%. يَستمرُ فرط التّقطّع لِمدة 14 يوماً في المتوسط بعد البدءِ بِِالعلاج المحدّد.

### أسباب أخرى
- فرط التّقطّع الوِراثي.[3]
- فقر الدّم الضّخم الأرومات الحاد النّاتِج عن التّخدير بِأكسيد النيتروز.
- متلازمة خلل التّنسج النّخاعيّ.[4]
- مرض التّكاثر النّخاعيّ.[5]
  - ابيضاض الدّم النّخاعيّ المزمن.
  - التّليف النّخاعيّ.
- العدوى المزمنة.[5]
- العلاج الكيميائي والأدوية السّامة للخلايا.
  - 5-فلورويوراسيل.
  - هيدروكسي يوريا.
  - هيدروكسي كارباميد.[6]
  - ميثوتركسيت.[6]
- يَتْبعُ إعطاء عامل تحفيز مستعمرات الخلايا المحببة.[5]
- العلاج بالستيرويد لِمرضى قلة الصفيحات المجهول السبب.[7]
- فقر الدّم النّاجم عن نقص الحديد.